# Драгомир, Анастас
Анастас Драгомир (рум. Anastase Dragomir; 6 февраля 1896, Браила, Валахия — июнь 1966, Бухарест) — выдающийся румынский изобретатель «катапультируемой кабины», инженер в области авиации.

## Биография
Родился в многодетной семье. Получил техническое образование, работал на нескольких авиационных предприятиях Франции, где усовершенствовал систему спасения пилотов и пассажиров при авариях. 3 ноября 1928 г. подал заявку на получение французского патента № 678566 «Новая система монтажа и крепления парашютов в летательных аппаратах». Выпущенное 2 апреля 1930 г. изобретение представляло собой «новую систему десантирования с парашютом из аппарата для передвижения по воздуху, причем каждый пассажир имел свой парашют, что позволяло в критические моменты агрегата отсоединяться от самолета, так что парашют с сидящим пассажиром проходил через отверстие». Это действительно была новая система парашютирования на летательных аппаратах.
После нескольких попыток Драгомиру удалось получить финансирование и начать строительство своей «катапультируемой кабины».28 августа 1929 года прошло первое успешное испытание в аэропорту Париж-Орли на аэроплане компании «Avions Farman», который пилотировал лётчик Люсьен Босутро.
Позже французские газеты сообщили об успехе изобретения. Драгомир вернулся домой в Румынию после эксперимента Париж-Орли, где вместе с румынским авиаинженером капитаном Константином Николау успешно повторил эксперимент на самолете Avia в аэропорту Бэняса в Бухаресте, Румыния, 26 октября 1929 года.
Драгомир продолжил совершенствовать свое изобретение и получил Румынский патент № 40658 1950 г. на его «парашютную камеру». В 1960 году получил румынский патент № 41424 на транспортный самолет, оборудованный катапультируемыми кабинами.
Анастас Драгомир умер в Бухаресте в июне 1966 года.